# みずいろブラッド
みずいろブラッドは、バンダイナムコゲームス（後の バンダイナムコエンターテインメント ）から2007年6月14日に発売されたニンテンドーDS用ソフト。

## 概要
ゲーム内容はミニゲーム集。主人公のロボットみずいろちゃんが『ブラッド学園』に入学し、一年間の学園生活を送るストーリーを通して様々なミニゲームに挑戦する。公称ジャンルは『即死系ハチャメチャラブコメディ』とし、一見ポップでファンシー風なデザインながらシュールな設定のキャラクター、既存のゲーム・漫画・アニメキャラクター等のパロディ、ブラックユーモアの強いセリフや演出といった独自の世界観が特色。また随所でキャラクターのセリフやゲーム中に入力した言葉が発声される。
UGSFシリーズの一角を担う作品である。従来のUGSFはその名前の基である人類側の軍隊「United Galaxy Space Force」が敵エイリアンを打倒する形で描かれることが多かったが、本ゲームでは、敵であるUIMS側から描かれた風変わりな作風となっている。またバンダイレーベルでは唯一のUGSFシリーズ作品となる。
キャラクターデザインは『太鼓の達人』を手がけた横尾有希子。今作にも同ゲームのキャラクター、和田どん・和田かつがカメオ出演する（なお、彼らが登場する第19話のタイトルは「太鼓とは別人」である）。

## ゲームモード

### おはなしモード
4月〜3月のストーリー（『第○話』と表記）に沿ってミニゲームが開始され、各話はストーリー前半デモ→ミニゲーム→ストーリー後半デモという流れとなる。ミニゲームをクリアすると成績により金・銀・銅メダルのいずれかを入手（「ゲットだぜ!!」と表示）。クリアした話は何度でも再挑戦できる。
月ごとのメダル入手状況によって「おかあさん」からごほうび（ごほうび表に追加される）がもらえたり、おまけ要素が追加される。

#### ミニゲームの種類
- 文字入力系 - 問題に対し、制限時間内にタッチペンで直接ひらがな・カタカナを書いて答える。
よみがな、しりとり、あなうめ、かきうつし、上下反転文字、動く文字、記憶ゲーム
- リズムタッチ系 - 絵や文章で示されるヒントをもとに、特定の言葉が完成するよう候補の文字から選ぶ。
ツッツクツー、ジリジリ、一文字違い
- タッチアクション系 - ボタンや照準をタイミング良くタッチして、みずいろちゃんを走らせたり標的を狙い撃つ。『太鼓の達人』風のステージもある。
かけっこ、シューティング

### みんなでやるか!!
DSワイヤレス通信で、文字入力系のミニゲームを4人まで対戦できる。
- しりとり地獄
- あなうめブラッド
- ならべカエル文字
- ひっくりカエル文字
- はやがきガンマン

### すれちがい教室
俳句や、ドット絵の「イモはんこ」を自由に作る事ができる。俳句は完成時に音声で読み上げられる。これらはすれちがい通信によって他のプレイヤーと交換できる。

## 登場キャラクター
みずいろちゃん
本作の主人公で少女のパーソナリティを持つ球形のロボット。元気はつらつだが、わりと毒舌。体を錘でつぶされたり、真っ二つに斬られたり、穴だらけにされたりする事があるが、ロボットなので平気。尚、本作のタイトル「みずいろブラッド」は彼女の体内のオイルのことでもあり、実は猛毒。公式ブログでは老廃物を放出して都市壊滅してしまうこともしばしば。
ラブネリ
みずいろちゃんの友人であり恋のライバルであるカマボコ。「キャー」が口癖。みずいろちゃん同様に身体を前後に斬られる事もある。某ファッションカードゲームの略称と語感が似ている。終盤ではゲーム内、公式ブログともに行方不明になる。
加藤くん（かとう - ）
みずいろちゃんとラブネリが好意を寄せている四角いロボット。クールだが『ガのつく白いもの』のプラモデルが好きで、自分の体を赤くペイントして3倍速くなったりもする。
くろはらくん
5月に転入してきたみずいろちゃんと同型のロボット。喧嘩っ早くよくみずいろちゃんと張り合う一方、実は彼女に好意を抱いている。オイルはみずいろちゃんと同様みずいろ。
なると
みずいろちゃんのクラスメートでナルト。ナルトだけに口癖は｢だってばヨ｣だったり、語尾に「おっすオラ〜」とつけたり、脈絡もなくジャンプする癖がある。
シキモン
みずいろちゃん一家のペットでクラスメート。名前通り敷物。某子犬キャラクターの名称と語感が似ている。
ウシキング先生（ - せんせい）
みずいろちゃん達の学校の先生で校長も勤めている。名前通り牛だが実はみずいろちゃんの「おかあさん」とは「大人の関係｣の間柄。手を使わずチョークを宙に浮かせて板書をし、剣術のエキスパートでもある。授業中おしゃべりをする生徒は薩摩示現流の居合で一刀両断する。某トレーディングカードゲームの名称と語感が似ている。
バション先生（ - せんせい）
校務員をつとめるカエルだが、高名な俳句読み（俳人）。バンダイナムコゲームスオンラインゲーム紹介『ネットで遊ぼう!!』内のアニメ『奥のデス道』にも俳句を紹介する同名のキャラがいる。
おかあさん
みずいろちゃんの母親（正確には育ての親）で「おかあさん」が正式名称。外見は一つ目の巨大なバケモノである。元々は凶悪な生物兵器だが、現在は主婦業と工場のパートに専念している。みずいろちゃんの幸せと人類抹殺が彼女の存在意義だが、ウシキング先生とは浅からぬ仲だったりする…

## 携帯ゲームアプリ
i-mode向け携帯コンテンツ『ナムコiランド』にて、2007年5月31日よりDS版に先がけてゲームアプリ『みずいろブラッドのしりとり地獄』『みずいろブラッドのよみがなブラッド』が配信されている。